# Veddasca
Veddasca is een plaats en voormalige gemeente in de Italiaanse provincie Varese (regio Lombardije) en telt 315 inwoners (31-12-2004). De oppervlakte bedraagt 16,6 km², de bevolkingsdichtheid is 22 inwoners per km².

## Demografie
Veddasca telt ongeveer 192 huishoudens. Het aantal inwoners daalde in de periode 1991-2001 met 12,8% volgens cijfers uit de tienjaarlijkse volkstellingen van ISTAT.
| Jaar | Inwoneraantal |
| ---- | ------------- |
| 1991 | 397           |
| 2001 | 346           |

## Geografie
De gemeente ligt op ongeveer 896 m boven zeeniveau.
Veddasca grenst aan de volgende gemeenten: Curiglia con Monteviasco, Dumenza, Maccagno, Pino sulla Sponda del Lago Maggiore.